# Joachim Meisner (ekonomista)
Joachim Meisner (ur. 20 października 1931 w Bytomiu, zm. 7 stycznia 2021) – polski ekonomista, prof. dr hab., rektor Śląskiej Wyższej Szkoły Zarządzania im. gen. J. Ziętka w Katowicach (1995–2004).

## Życiorys
W 1956 ukończył studia ekonomiczne w Akademii Ekonomicznej im. Karola Adamieckiego w Katowicach. Obronił pracę doktorską, następnie uzyskał stopień doktora habilitowanego. 11 września 1980  nadano mu tytuł profesora, w zakresie nauk ekonomicznych. Został zatrudniony na stanowisku profesora zwyczajnego w Zakładzie Ekonomii na Wydziale Nauk Społecznych i Technicznych Śląskiej Wyższej Szkole Zarządzania im. gen. Jerzego Ziętka w Katowicach, oraz w Katedrze Ekonomii na Wydziale Ekonomii Akademii Ekonomicznej im. Karola Adamieckiego w Katowicach.
Był rektorem Śląskiej Wyższej Szkole Zarządzania im. gen. Jerzego Ziętka w Katowicach i kierownikiem w Zakładzie Ekonomii na Wydziale Nauk Społecznych i Technicznych Śląskiej Wyższej Szkole Zarządzania im. gen. Jerzego Ziętka w Katowicach.
Od 1950 należał do Polskiej Zjednoczonej Partii Robotniczej. Od 1957 do 1959 oraz od 1964 do 1968 pełnił funkcję I sekretarza Komitetu Uczelnianego PZPR w Wyższej Szkole Ekonomicznej w Katowicach, a od 1962 do 1963 był członkiem Komitetu Dzielnicowego Katowice Wschód.
Zmarł 7 stycznia 2021.

## Odznaczeniai nagrody
- Krzyż Komandorski Orderu Odrodzenia Polski[3]
- Krzyż Oficerski Orderu Odrodzenia Polski (2002)[5]
- Medal Komisji Edukacji Narodowej[3]
- Odznaka 1000-lecia Państwa Polskiego[6]
- Złota Odznaka „Za Zasługi dla ZDZ”[3]
- Nagroda "Trybuny Ludu" I stopnia (1985)[7]